# 梶原順
梶原 順（かじわら じゅん、1961年8月25日 - ）は、茨城県出身のギタリスト、スタジオ・ミュージシャン。

## プロフィール・人物像
1981年、アーティストのライブにおけるサポート･ギタリストとしてキャリアをスタートさせる。その後、マリーン、山本達彦、角松敏生、といったライブをサポートする傍ら、本田雅人 (Sax.)、石川雅春(Dr.) とWITNESSを結成した。
ライブ・サポート中心の活動であったが、1990年以降よりスタジオ・ワークをはじめるや、その群を抜いた演奏技術やありとあらゆるジャンルに対応してプレイスタイルを変える器用さでいわゆる「売れっ子」状態となり、様々なアーティストのアルバム等に参加している。スタジオ・ミュージシャンとして多忙を極める中でも、ライブ・サポートの仕事は途絶えることがなく、特に渡辺貞夫グループや本田バンドのギタリストとして有名である。
近年、サポート活動以外に様々なミュージシャンとのセッションや、自身のバンド活動も行っている。
SOURCE、J&B、JとB（それぞれ青木智仁、浅野祥之の逝去のため活動休止していたが、SOURCEは2009年にコモブチキイチロウをベーシストに迎え入れて再結成した）などは人気が高く、ライブハウスはいつも満員である。
最近では後輩の育成にも力を入れており、洗足学園音楽大学や昭和音楽大学講師としての側面も持っている（教え子にベーシストの川内啓史やドラマーの小笠原拓海などがおり、川内、小笠原とは「梶原順トリオ」や本田雅人を加えた「Just For Fun」としての活動も行っている）。また、Webサイト： 
4CREATOR.comの監修も手がけ、自身の経験と知識を広く後輩ミュージシャンに伝えようとする活動も行っている。
父親は、日本におけるマーチン・ルーサー・キング・ジュニアの研究者であった日本基督教団牧師の梶原寿。
2007年にソロアルバムEVERを発表。25年以上活動しているが、このアルバムが初のソロアルバムとなる。
2010年、長年の友人ゲレン大嶋とユニット「coco←musika」を結成。
2011年、以前よりセッションを共にすることの多かった安達久美とギターユニット「J&K」を結成。

## ディスコグラフィー
- EVER (2007年 Brand-New Music)
- You Make Me Smile ( Brand-New Music)
- Lovesong Book (2010年 Brand-New Music)
- Triple Acoustic Guitars (2020年 Brand-New Music)

## 参加作品

### あ行
- 青木智仁
  - 『DOUBLE FACE』
  - 『EXPERIENCE』
- ASKA
  - 『STANDARD』
- 阿部義晴
- 小倉優子
  - 「ウキウキりんこだプー」
  - 『フルーchu♥タルト』

### か行
- 影山ヒロノブ
  - 「光のさす未来へ!」
- 角松敏生
  - 「もう一度…and then」
  - 『LEGACY OF YOU』
  - 『INCARNATIO』
  - 「君のためにできること」
  - 『Fankacoustics』
  - 『THE PAST & THEN』
  - 『Prayer』
  - 『TOSHIKI KADOMATSU I』
  - 『NO TURNS』
  - 『Breath From The Season 2018〜Tribute to TOKYO ENSEMBLE LAB〜』

### さ行
- 沢田聖子
  - 「笑顔が好きだから」
- ZIGGY
  - 『ZOO & RUBY』
- 下村成二郎
  - 『バラードをもう一度』

### た行
- 鷹橋敏輝
  - 『FOREVER』

### な行
- 西脇唯
  - 『いちばんやさしい風はあなたが持っている』
  - 『LEKTION』

### は行
- 林原めぐみ
  - 「Plenty of grit」
- 堀井勝美
  - 『FRONT AND REAR』
  - 『Summer's』
  - 『SKY CRUISIN'』
  - 『Views Collection』
  - 『LOVERS』
  - 『Sunday Brunch』
  - 『I Believe』
  - 『Blue Waters』
- 堀江由衣
  - 『黒猫と月気球をめぐる冒険』
  - 『HONEY JET!!』

### や行
- やしきたかじん
  - 『JINX』
- 柳ジョージ
  - 「バーニング」
  - 『BURNING』
- 雪村いづみ
  - 『I'm a Singer』
- UNICORN
  - 『UNICORN』

### わ行
- 渡辺貞夫
  - 『黒い瞳』

### サウンドトラック
- 『日本テレビ系水曜ドラマ 恋のバカンス オリジナル・サウンドトラック』
- 『名探偵コナン 14番目の標的』オリジナル・サウンドトラック

「ワインをのんで」
「アクアクリスタル」
「アクアクリスタル内へ」
「Aの予感」

### コンピレーションアルバム
- 『POSTIME ORGANIC』

「Cheers!」

## 著書
- 『1年後、目指すギタリストになれる練習法　一生、音楽と向き合っていくために』（リットーミュージック、2012年）
- 『梶原順 ギターレコーディングの流儀 プロの現場のシミュレーションから学ぶ匠の技と心得(DVD)』(アルファノート、2017年）